# Lucha

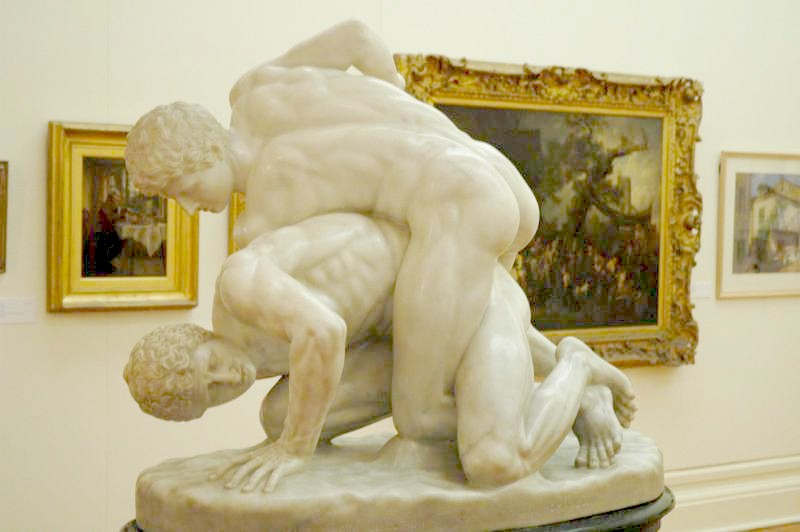
Estátua da Luta, Galería Uffizi.

Lucha, según el DLE, hace referencia al «esfuerzo que se hace para resistir a una fuerza hostil o a una tentación, para subsistir o para alcanzar algún objetivo», un proceso «que dentro de un individuo se da entre opciones contrapuestas».
En el ámbito de la sociología, la lucha se puede relacionar, dentro de sus acepciones, con fenómenos de movilización social, como la lucha económica, lucha política, lucha ideológica o lucha de clases, considerándose en el ámbito de la política como un esfuerzo para resolver un conflicto.
La persona «tenaz en el esfuerzo para sacar adelante su propósito» es una «persona que lucha».
Puede, así mismo, ser la «persona que se dedica profesionalmente a algún tipo de lucha deportiva». La lucha se puede entender como una «pelea en que dos personas se abrazan con el intento de derribar una a otra», como puede ser la lucha grecorromana, el deporte olímpico de lucha libre, o la lucha libre profesional, una forma de entretenimiento deportivo.